# Angle Droit
Ne doit pas être confondu avec Angle droit.
Angle Droit, parfois typographié AngleDroit, de son prénom Florence, née le 19 décembre 1993 à Clermont-Ferrand en France, est une juriste, vidéaste web de vulgarisation juridique et streameuse française.
Elle est principalement connue pour ses vidéos sur YouTube où elle fait de la vulgarisation juridique ainsi que pour ses lives sur Twitch,.

## Biographie

### Enfance et études
Angle Droit est née à Clermont-Ferrand le 19 décembre 1993.
Après une année de classes préparatoires et une licence de droit à l'université de Clermont-Ferrand, elle poursuit ses études à Montpellier avant de revenir à Clermont-Ferrand où elle obtient un master en droit du travail. Afin de se consacrer entièrement à son travail de vidéaste, elle décide d'abandonner ses études.

### Carrière
En 2016, elle commence sa carrière sur YouTube en publiant des vidéos de vulgarisation juridique dans lesquelles elle parle de droit, de problématiques sociétales et leurs liens avec le droit français,,.
En 2019, elle se tourne vers la plateforme Twitch. Elle diffusera son premier live le 3 septembre 2019 sur le jeu Sea of Thieves. Elle alterne des discussions sur des sujets généralistes ou juridique (et notamment du droit du travail), des émissions « enquêtes » et du jeu vidéo,. À partir de cette année, elle décide d'en faire son activité à plein temps.
Dans ce cadre, elle fait notamment découvrir des jeux de simulation comme PowerWash Simulator ou encore Supermarket Simulator, des jeux dans lequel le but est de travailler (comme nettoyeur haute-pression ou encore comme gérant de supermarché).
En 2020 et 2021, elle collabore sur plusieurs épisodes de l'émission de vulgarisation Le Vortex diffusée sur YouTube. Dans le cadre de cette émission, elle analyse notamment la couverture médiatique des faits divers ainsi que les aspects juridiques de la modération et du harcèlement sur les réseaux sociaux,,.
En 2022, elle est la 8e streameuse française la plus suivie sur Twitch.
En 2024, elle participe à la 4e émission de Laser Disc ainsi qu'à l'émission Culture Clash, un jeu inspiré des jeux télévisés de culture générale et présenté par le vidéaste Etoiles.

## Ligne éditoriale
Après avoir fait débuter sa carrière en faisant de la vulgarisation juridique sur YouTube, elle s'est depuis lancée à plein temps dans l'animation de lives sur Twitch et dans le gaming.
En 2021, elle indique que ses revenus proviennent essentiellement de Twitch et des sponsorisations, tout en dénonçant le déséquilibre des rémunérations sur Twitch, où 50% des revenus générés vont pour la plateforme. 

## Distinctions
En 2018, Angle Droit obtient le prix « Super juste » remis par le collectif Les Internettes lors de leur seconde édition des Pouces d'or, pour sa vidéo « Pourquoi les avocats défendent-ils des monstres ? ».
La même année, sa chaîne fait partie 350 chaînes YouTube culturelles et scientifiques sélectionnées par le Ministère français de la Culture pour la qualité de leur contenu et adaptées à un usage éducatif.

## Engagements

### Réchauffement climatique
En 2023, pour sensibiliser au réchauffement climatique, elle accompagne une équipe de chercheurs pour une randonnée itinérante de quatre jours en montagne.

### Réforme des retraites
En 2019, elle participe au « Recondustream », un live Twitch organisé pour soutenir le mouvement de grève contre la réforme des retraites.

### Streamers4Palestinians
En 2024, elle participe à un marathon caritatif sur Twitch, Streamers4Palestinians, à l'initiative de  Baghera Jones, afin de collecter des fonds pour l'ONG Médecins du monde pour soutenir son action en Palestine, et en particulier à Gaza et en Cisjordanie. Dans ce cadre, le collectif de streameurs parvient à collecter plus d’un million d’euros,.

### ZEvent
Depuis 2021, elle participe régulièrement au marathon caritatif ZEvent, diffusé sur Twitch et durant lequel des streameurs et streameuses francophones récoltent des dons afin de soutenir une ou plusieurs associations caritatives,. 
En 2021, elle récolte 123 515 euros pour l’association Action contre la faim,.
En 2022, elle récolte 215 659 euros au bénéfice de Sea Shepherd France, de la Ligue pour la protection des oiseaux, de WWF France et de The SeaCleaners.
Enfin, en 2024 elle récolte 163 886 euros au profit de cinq associations luttant contre la pauvreté,.
Le 27 juillet 2025, elle est annoncée faisant partie des 47 streamers étant en présentiel lors de l'édition de 2025.